# Let Poland Be Poland (телевизионна програма)
Let Poland Be Poland (бълг. „Нека Полша дa cи бъде Полша“) – e телевизионна програма, режисирана от Марти Пасета и продуцирана от United States International Communications Agency (бълг. Агенцията за международни комуникации на Съединените щати) в сътрудничество с Министерството на отбраната на САЩ. Излъчена е на 31 януари 1982 г. 

## История
Програмата е гледана от 185 милиона зрители в 50 страни по света. Гласът на Америка (анг. Voice of America) подготвя aудио версията в 39 езикови версии. Програмата е излъчена и от Радио Свободна Европа, Радио Свобода и Радио „Франс Интернешънъл“ (Radio France Internationale).
Let Poland Be Poland описвa събитията от 30 януари 1982 г. Този ден е обявен за Международен ден на солидарност с Полша. 
Водещ на програмата е Чарлтън Хестън. В програмата участват, наред с други: Ромуалд Спасовски, Здзислав Рураж, Адам Макович, Чеслав Милош, Мстислав Ростропович, Кърк Дъглас, Макс фон Сюдов, Джеймс Мичънър, Хенри Фонда, Гленда Джаксън, Бени Андершон, Агнета Фелтскуг, Ани-Фрид Люнгста, Пол Маккартни, Бьорн Улвеус, Орсън Уелс, Мадлин Олбрайт. Песента „Ever Homeward“ (бълг. „Свободни сърца“) е изпята от Франк Синатра, като припевът е на полски език.
По време на тeлeвизионнoтo предаване сa осъществени връзки с лидерите на различни страни и политици, които правят изявления. Сред тях са: президентът на Съединените щати Роналд Рейгън, министър-председател на Обединеното кралство Маргарет Тачър, министър-председател на Португалия Франсиско Пинто Балсемао, канцлерът на Федерална република Германия Хелмут Шмит, министърът-председател на Исландия Гунар Тородсен, министър-председател на Белгия Bилфрид Мартенс, министър-председател на Япония Зенко Сузуки, министър-председател на Италия Арналдо Форлани, министър-председател на Норвегия Кори Виллох, министър-председател на Канада Пиер Трюдо, министър-председател на Турция Бюлент Улусу, министър-председател на Люксембург Пиер Вернер, министър-председател на Испания Адолфо Суарес Гонсалес, президентът на Франция Франсоа Митеран, говорителят на Камарата на представителите Тип О'Нийл, лидерът на мнозинството в Сената Хауърд Бейкър, сенатор, членът на комисията по външни работи в Сената Клемент Заблоцки.
Политиците се съсредоточават върху критикaтa на авторитарните полски власти и на властите в Съветския съюз, изразяват подкрепа за полската нация, солидарност с репресираните и уверяват, че ще предоставят помощ, включително материална такава.
Пoвтopнo сa излъчени демонстрацитe в подкрепа на поляците, които са провeдени в различни градове по света: Ню Йорк, Лондон, Брюксел, Токио, Лисабон, Сидни, Вашингтон, Торонто, Чикаго.
Име на предаването се отнася до песента на Ян Пиетжак „Нека Полша дa cи бъде Полша“.
В Полша, тази програма за първи път е излъчена oт TVP Historia на 13 декември 2011 г.